# 潘好礼
潘好礼（?—?），唐朝贝州宗城县（今河北省威县东）人。
潘好礼年轻时与同乡孟温礼、杨茂谦为莫逆之友。举明经，担任上蔡县令，有治绩，擢升为监察御史。唐玄宗开元三年（715年），担任邠王府李守礼长史。李守礼出为滑州刺史，潘好礼兼邠王府司马，知滑州事。曾谏止李守礼出猎伤害庄稼。担任豫州刺史，为政勤勉，清廉无私，但繁于细事，喜欢苛察。其子请归乡参加明经考试，于是自试其子。发现他经义未通，于是大怒，招集州僚鞭笞儿子，枷在州门视众。因事贬为温州别驾，去世。潘好礼为人博学正直，不附权势，居室服用简陋。

## 延伸阅读
[在维基数据编辑]
 《舊唐書·卷185下》，出自刘昫《舊唐書》
 《新唐書·卷128》，出自《新唐書》